# Diplazium radicans
Diplazium radicans là một loài thực vật có mạch trong họ Woodsiaceae. Loài này được (Sw.) Desv. miêu tả khoa học đầu tiên năm 1827.